# Aéroport international de Nashville
Pour les articles homonymes, voir BNA.
L'Aéroport international de Nashville (code IATA : BNA • code OACI : KBNA • code FAA : BNA) est un aéroport civil et militaire situé au sud-est de Nashville dans le Tennessee.
Créé en 1937, il se nommait à l'origine Berry Field, nom duquel sont issus ses identifiants OACI et AITA actuels. Le terminal actuel a été construit en 1987, et l'aéroport adopte son nom actuel en 1988.
L'aéroport international de Nashville (BNA) était en 2014 le 32e aéroport le plus fréquenté des États-Unis. Un total de 12 979 803 passagers a transité dans cet aéroport en 2016, soit 11 % de plus qu'en 2015, atteignant ainsi un chiffre record depuis la création de l'aéroport.
L'aéroport dispose d'un terminal de passagers de 93 000 m2 de 47 portes d'embarquements. Il dessert une zone de 79 comtés du Middle Tennessee, du sud du Kentucky, et du nord de l'Alabama.
La base aérienne de Berry Field se situe dans cet aéroport; elle est la base du 118th Airlift Wing ainsi que le siège du Tennessee Air National Guard.

## Situation
| \| 50 km1:7 299 000 \| McKellar-Sipes Tri-Cities Chattanooga McGhee Tyson Memphis Nashville |
| 50 km1:7 299 000                                                                            |

## Compagnies aériennes et destinations
| Compagnies               | Destinations | Refs   |
| ------------------------ | --- | ------ |
| Aer Lingus               | Dublin |        |
| Air Canada Express       | Toronto (Pearson) | [ 3 ]  |
| Alaska Airlines          | San Francisco, Seattle-Tacoma | [ 4 ]  |
| Allegiant Air            | - Punta Gorda (Floride), - Richmond-Byrd Field, - Sarasota-Bradenton, - St. Petersburg-Clearwater En saison : - Allentown-Bethlehem-Easton, - Cedar Rapids, - Cleveland-Hopkins, - Fort Walton-Nord Floride, - Nord-ouest de l'Arkansas, - Grand Rapids-G. R. Ford, - Harrisburg (Middletown), - Myrtle Beach, - Orlando-Sanford, - Savannah, - Syracuse-Hancock | [ 5 ]  |
| American Airlines        | Charlotte-Douglas, Dallas-Fort Worth, Los Angeles, Miami, Philadelphie En saison : Chicago-O'Hare | [ 6 ]  |
| American Eagle           | Charlotte-Douglas, Chicago-O'Hare, Dallas-Fort Worth, Miami, New York-John F. Kennedy, New York-LaGuardia, Philadelphie, Washington-Reagan | [ 6 ]  |
| British Airways          | Londres-Heathrow | [ 7 ]  |
| Contour Airlines         | Tupelo (en) | [ 8 ]  |
| Delta Air Lines          | Atlanta H.-Jackson, Détroit, Los Angeles, Minneapolis-Saint-Paul, Salt Lake City, Seattle-Tacoma En saison : Cancún | [ 9 ]  |
| Delta Connection         | Boston Logan, New York-John F. Kennedy, New York-LaGuardia, Raleigh-Durham En saison : Orlando | [ 9 ]  |
| Frontier Airlines        | Chicago-O'Hare, Denver, Las Vegas-Harry-Reid, Orlando, Philadelphie En saison : Fort Myers, Trenton (comté de Mercer) | [ 10 ] |
| JetBlue                  | Boston Logan, Fort Lauderdale-Hollywood | [ 11 ] |
| Southern Airways Express | Memphis | [ 12 ] |
| Southwest Airlines       | - Atlanta H.-Jackson, - Austin-Bergstrom, - Baltimore-T. Marshall, - Boston Logan, - Buffalo-Niagara, - Burbank-Hollywood, - Charleston, - Charlotte-Douglas, - Chicago-Midway, - Cleveland-Hopkins, - John Glenn Columbus, - Dallas-Love Field, - Denver, - Détroit, - Fort Lauderdale-Hollywood, - Houston-W. P. Hobby, - Jacksonville, - Kansas City, - Las Vegas-Harry-Reid, - Los Angeles, - Milwaukee-General Mitchell, - Minneapolis-Saint-Paul, - La Nouvelle-Orléans-L. Armstrong, - New York-LaGuardia, - Newark-Liberty, - Oakland, - Oklahoma City (Will Rogers-World), - Orlando, - Plages du nord-ouest de la Floride, - Pensacola, - Philadelphie, - Phoenix-Sky Harbor, - Pittsburgh, - Raleigh-Durham, - San Antonio, - San Diego, - San José (Californie), - Lambert-Saint Louis, - Tampa, - Washington-Reagan En saison : - Cancún, - Fort Myers, - Norfolk, - Omaha-Eppley, - Sacramento, - Seattle-Tacoma | [ 14 ] |
| Spirit Airlines          | Baltimore-T. Marshall, Fort Lauderdale-Hollywood, Las Vegas-Harry-Reid, La Nouvelle-Orléans-L. Armstrong, Orlando , Tampa | [ 15 ] |
| Sun Country Airlines     | Minneapolis-Saint-Paul En saison : Los Angeles, Portland, Providence-T. F. Green | [ 16 ] |
| United Airlines          | Chicago-O'Hare, Houston-George Bush, Newark-Liberty, San Francisco, Washington-Dulles En saison : Denver | [ 17 ] |
| United Express           | Chicago-O'Hare, Denver, Houston-George Bush, Newark-Liberty, Washington-Dulles | [ 17 ] |
| WestJet                  | En saison : Calgary | [ 18 ] |
| WestJet Encore           | Toronto (Pearson) | [ 18 ] |

Édité le 23/06/2019

## Statistiques
Pour des raisons techniques, il est temporairement impossible d'afficher le graphique qui aurait dû être présenté ici.

Voir la requête brute et les sources sur Wikidata.

## Sources et références
1. ↑  (en) « Flights & Airlines »
2. ↑  (en) « Nashville airport sets passenger record », The Tennessean, 14 janvier 2015
3. ↑  « Flight Schedules » (consulté le 7 janvier 2017)
4. ↑  « Flight Timetable » (consulté le 29 janvier 2017)
5. ↑  « Allegiant Interactive Route Map » (consulté le 7 mars 2018)
6. 1 2  « Flight schedules and notifications » (consulté le 7 janvier 2017)
7. ↑  « British Airways - Timetables » (consulté le 17 décembre 2017)
8. ↑  « Contour Airlines » (consulté le 26 février 2017)
9. 1 2  « FLIGHT SCHEDULES » (consulté le 7 janvier 2017)
10. ↑  « Frontier » (consulté le 7 janvier 2017)
11. ↑  « JetBlue Airlines Timetable » (consulté le 29 janvier 2017)
12. ↑  « Destinations » (consulté le 7 janvier 2017)
13. ↑  « Southwest Airlines adds nonstop flights between Buffalo and Nashville » (consulté le 19 mars 2019)
14. ↑  « Check Flight Schedules » (consulté le 7 janvier 2017)
15. ↑  « Get Ready to Head to Music City! Spirit Airlines Brings its Low Fares to Nashville » (consulté le 3 juin 2019)
16. ↑  « Route Map & Flight Schedule » (consulté le 14 août 2018)
17. 1 2  « Timetable » (consulté le 7 janvier 2017)
18. 1 2  « Flight schedules » (consulté le 26 février 2017)